# جيم غاردنر (لاعب كرة قاعدة)
جيم غاردنر (بالإنجليزية: Jim Gardner)‏ هو لاعب كرة قاعدة أمريكي، ولد في 4 أكتوبر 1874 في بيتسبرغ في الولايات المتحدة، وتوفي بنفس المكان في 24 أبريل 1905.

## وصلات خارجية
- جيم غاردنر على موقعبيزبول رفرنس.كوم (الدوري الرئيسي) (الإنجليزية)
- جيم غاردنر على موقعبيزبول رفرنس.كوم (الدوري الثانوي) (الإنجليزية)